# رود درونت، کامبریا
رود درونت، کامبریا رودی است به دریای ایرلند می‌ریزد. این رود از کشور بریتانیا می‌گذرد.